# Найл Стотт
Найл Стотт (англ. Niall Stott, 6 лютого 1981) — британський хокеїст на траві.
Учасник Олімпійських Ігор 2004 року.